# Pincey Brook
Der Pincey Brook ist ein Wasserlauf in Essex, England. Er entsteht am südöstlichen Rand des Flughafens London-Stansted und fließt in südlicher Richtung zunächst im Westen von Hatfield Broad Oak. Südöstlich von Sheering wendet er sich in westlicher Richtung und unterquert den M11 motorway nordöstlich von Harlow. Der Pincey Brook mündet im Nordosten von Harlow in den River Stort.